# Autocesta
Autocesta je najviša klasa javnih cesta koji je namijenjen sigurnom prometovanju vozila velikom brzinom. Prema hrvatskom zakonu definira se kao javna cesta posebno izgrađena i namijenjena isključivo za promet motornih vozila, koja ima dvije fizički odvojene kolničke trake (zeleni pojas, zaštitnu ogradu i sl.) za promet iz suprotnih smjerova s po najmanje dvije prometne trake širine najmanje 3,5 m, a s obzirom na konfiguraciju terena – i po jednu traku za zaustavljanje vozila u nuždi širine najmanje 2,5 m, bez raskrižja s poprečnim cestama i željezničkim ili tramvajskim prugama u istoj razini (ŽCP), u čiji se promet može uključiti, odnosno isključiti samo određenim i posebno izgrađenim priključnim prometnim trakama za ubrzavanje ili usporavanje, odnosno priključnim rampama, kojom je omogućen siguran prometni tok vozila brzinom od najmanje 80 km/h i koja je kao autocesta označena propisanim prometnim znakom.

## Povijest

### Sjedinjene Države
Moderni sustavi autocesta razvili su se u 20. stoljeću nakon što je automobil stekao popularnost. Prvi put na svijetu s ograničenim pristupom izgrađen je na Long Islandu u New Yorku u Sjedinjenim Državama poznat kao Autocesta Long Island ili Autocesta Vanderbilt. Dovršen je 1911. godine.

### Njemačka
Izgradnja autoceste Bonn – Köln započela je 1929., a otvorio ju je 1932. gradonačelnik Kolna Konrad Adenauer.

### Velika Britanija
U Velikoj Britaniji, Zakon o posebnim cestama iz 1949. godine pružio je zakonodavnu osnovu za ceste za ograničene klase vozila i primijenjena nestandardna ili nikakva ograničenja brzine (kasnije uglavnom nazvane autoceste, ali sada s ograničenjima brzine koja ne prelaze 70 mph); u smislu općeg cestovnog zakona ovo je zakonodavstvo poništilo uobičajeno načelo da je cesta dostupna za promet u prometu dostupna i za konjski ili pješački promet, što je obično jedina praktična promjena kada se ne-autoceste klasificiraju kao posebne ceste. Prvi dio autoceste u Velikoj Britaniji otvorio se 1958. (dio autoceste M6), a zatim 1959. i prvi dio autoceste M1.

### Hrvatska
Izgradnja autocesta u SFRJ počinje početkom 1970-ih izgradnjom dionica Zagreb - Karlovac, Vrhnika - Postojna te urbane autoceste u Beogradu. U vremenu od 1970. – 1979. izgrađeno je 413 km autocesta, od toga u Srbiji 131,1 (u njenom užem dijelu), u Sloveniji 109,9, Vojvodini 65,6, Hrvatskoj 62,9 te u Makedoniji 34 km što je bilo znatno ispod prosjeka ostalih europskih zemalja. U sljedećem desetljeću izgrađeno je 542 km autocesta, a od toga u Hrvatskoj 235,5, užoj Srbiji 128,7, Vojvodini 100,6, Sloveniji 48,6 te Makedoniji 29 km. Iako je tzv. Jadranskom orijentacijom bilo predviđeno povezivanje sjevera i juga Hrvatske, aktivnosti su se svodile na tzv. Transjugoslavensku cestu. Prosjek izgradnje cesta u SFRJ za 20 godina iznosio je 48 km godišnje, a u Hrvatskoj je on bio znatno ispod tog prosjeka, 15 km godišnje. Prva hrvatska autocesta bila je Orehovica - Kikovica (otvorena 1971.)
Prostornim planom SR Hrvatske iz 1988. stvari se počinju donekle mijenjati u korist povezivanja svih dijelova Hrvatske te povezivanja s europskom prometnim pravcima. Tako su se u vremenu od 1990. do 2000. gradile ili dovršavale mnoge dionice: tzv. sniježna dionica prema Rijeci (Oštrovica - Delnice - Kupjak), dionice prema Krapini, dijelovi Istarskog ipsilona, Maslenički most, te tunel Sveti Rok čija je gradnja počela u vrijeme dok je sjeverni dio bio okupiran. U relativno kratkom vremenu, izgrađen je ili dovršen najveći dio planirane mreže autocesta, a posebno na glavnim koridorima koji presijecaju Hrvatsku. Krajem 2010-ih radovi se usporavaju, tako da je povezivanje krajnjeg juga, tj. autoceste A1 prema Dubrovniku prolongirano. Unatoč tome, svi veći Hrvatski centri danas su povezani mrežom suvremenih autocesta s prometnom mrežom u okruženju.

## Boje prometnih znakova
U skoro svim zemljama znakovi su plave ili zelene boje.

### Zeleni prometni znakovi
- Albanija
- Azerbajdžan
- Bosna i Hercegovina
- Crna Gora
- Danska
- Grčka
- Hrvatska
- Italija
- Makedonija
- Rusija
- Sjedinjene Američke Države
- Slovenija
- Srbija
- Švedska
- Švicarska
- Turska
- Ujedinjeni Arapski Emirati (Emirat Dubai)

### Plavi prometni znakovi
- Austrija
- Belgija
- Francuska
- Iran
- Luksemburg
- Nizozemska
- Njemačka
- Norveška
- Poljska
- Portugal
- Španjolska
- Tajvan
- Ujedinjeni Arapski Emirati (Emirat Abu Dhabi)
- Ujedinjeno Kraljevstvo

## Autoceste u svijetu
- Autocesta u Nizozemskoj
- Autocesta u Švedskoj
- Autocesta u Njemačkoj
- Autocesta u Francuskoj
- Autocesta u Austriji
- Autocesta u Španjolskoj
- Autocesta u Italiji
- Autocesta u SAD-u
- Autocesta u Kanadi
- Autocesta u Čileu
- Autocesta u Belgiji
- Autocesta u Luksemburgu
- Autocesta u Švicarskoj
- Autocesta u Sloveniji
- Autocesta u Brazilu
- Autocesta u Poljskoj
- Autocesta u Velikoj Britaniji
- Autocesta u Norveškoj
- Autocesta u Tajvanu
- Autocesta u Japanu
- Autocesta u Litvi
- Autocesta u Finskoj
- Autocesta u Tunisu
- Autocesta u Maleziji
- Autocesta u Kini

## Poveznice
- Popis autocesta u Hrvatskoj.
- Europska mreža međunarodnih puteva

## Vanjske poveznice
- Zakon o sigurnosti prometa na cestama - 2008.